# Johann Rudolf Kutschker

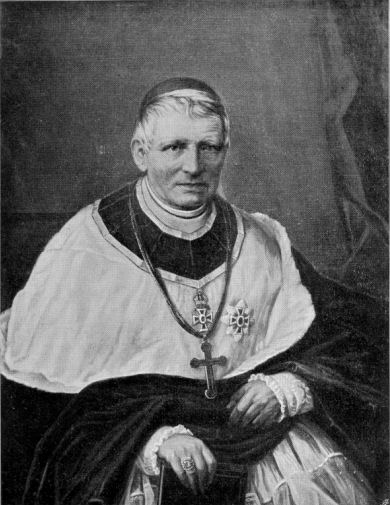
Johann Rudolf kardinaal Kutschker

Johann Rudolf Kutschker (Wiese, 11 april 1810 - Wenen, 27 januari 1881) was een Oostenrijks geestelijke en kardinaal van de Rooms-Katholieke Kerk.
Kutschker studeerde aan de seminaries van Wiese en Troppau en studeerde vervolgens aan de universiteiten van Olomouc en Wenen. In Wenen promoveerde hij in de godgeleerdheid. Hij werd op 21 april 1833 priester gewijd. Hij werd vervolgens hoogleraar aan de Universiteit van Olomouc en vervulde daarnaast verschillende (adviserende) functies voor het aartsbisdom Olomouc.
Paus Pius IX benoemde hem op 7 april 1862 tot titulair bisschop van Carre en tot hulpbisschop van Wenen. Hij ontving zijn bisschopswijding uit handen van de Weense prins-aartsbisschop Joseph Othmar von Rauscher. In 1875 volgde hij Rauscher op als aartsbisschop van Wenen. Pius IX creëerde hem tijdens het consistorie van 22 juni 1877 kardinaal. De Sant'Eusebio werd zijn titelkerk.
Kutschker nam deel aan het conclaaf van 1878 dat leidde tot de verkiezing van paus Leo XIII. Hij overleed drie jaar later. Zijn lichaam werd bijgezet in de kathedrale Stephansdom.
- Gemeinsame Normdatei: 125843690
- International Standard Name Identifier: 0000 0000 8394 8358
- Library of Congress Control Number: n88070528
- Nationale Bibliotheek van Tsjechië: mub2016928568
- Nederlandse Thesaurus van Auteursnamen: 141180951
- Virtual International Authority File: 74825759
- WorldCat: E39PBJhhr9PHBRQpqtxDbxvT73